# آبشار سیپی
آبشار سیپی (به انگلیسی: Sipi Falls) یکی از ابشارهای سه‌گانه در شرق کشور اوگاندا است و بلندترین ریزشگاه آن ۱۰۰ متر ارتفاع دارد. حوضهٔ آبریز این آبشار، رود سیپی است.